# Gabriele Casadei
Gabriele Casadei (Turim, 10 de agosto de 2002) é um canoísta italiano.

## Carreira
Seu primeiro treinador foi Misha Vartolomei, campeão mundial e europeu com a Romênia, que o acompanhou na juventude, na qual se destacou, conquistando diversas vezes o título mundial sub-23. No Campeonato Mundial de 2012 em Copenhague ficou em 4º lugar no C1 1000. Nos Jogos Europeus de 2023, conseguiu a medalha de ouro.
Nos Jogos Olímpicos de Verão de 2024, em Paris, conquistou a medalha de prata na competição do C-2 500 m masculino, ao lado de Carlo Tacchini.